# ناتاشا کایزر-براون
ناتاشا کایزر-براون (انگلیسی: Natasha Kaiser-Brown؛ زادهٔ may ۱۴, ۱۹۶۷ (۵۷ سال)) ورزشکار دو و میدانی اهل ایالات متحده آمریکا است.
وی در مسابقات کشوری و بین‌المللی در مجموع برندهٔ ۱ مدال طلا، ۴ مدال نقره شده‌است.